# Hirondelle à tête noire
Atticora pileata
Espèce
Statut de conservation UICN

 LC  : Préoccupation mineure
L'Hirondelle à tête noire (Atticora pileata) est une espèce de passereau de la famille des Hirundinidae. Son aire de répartition s'étend sur le Salvador, le Honduras, le Guatemala et le sud du Mexique.